# Ilkka Herola
Ilkka Herola, född 22 juni 1995, är en finländsk utövare av nordisk kombination. Han är bror till Matti Herola.